# Atribut adjectival
Atributul adjectival (sau adjectivul atributiv) este atributul exprimat prin:
- Adjectiv propriu-zis
  - Adjectiv calificativ

Buturuga mică răstoarnă carul mare.
- - Adjectiv determinativ

Dragostea frățească este puternică.
- Adjectiv pronominal

Tot olaru laudă oala sa.
- Numeral

Unde sunt două cumnate, rămân vase nespălate.
- Verb la participiu devenit adjectiv verbal

Trei corăbii încărcate nu așteaptă una deșartă.
- Verb la gerunziu devenit adjectiv verbal prin acord în gen, număr și caz cu substantivul determinat

coșuri fumegânde, măști râzânde, ochi lăcrimânzi 
- Locuțiune adjectivală

Chiar și omul cu judecată mai greșește câteodată.